# Jod (Gewicht)
Jod war eine englische Masseneinheit für trockene Waren.
- 1 Jod = 28 Pfund (engl.) (1/4 Zentner)